# Enûma Eliš
Enûma Eliš ( Chữ hình nêm Akkad: 𒂊𒉡𒈠𒂊𒇺, cũng được đánh vần là "Enuma Elish"), là truyền thuyết sáng thế của người Babylon (được đặt tên theo từ mở đầu tác phẩm). Nó đã được Austen Henry Layard phát hiện vào năm 1849 (ở dạng các mảnh vỡ) trong tàn tích Thư viện của Ashurbanipal tại Nineveh (Mosul, Iraq ngày nay). Bản phục dựng đầu tiên được George Smith xuất bản vào năm 1876; nhờ vào việc mở rộng nghiên cứu và khai quật sau đó, các đoạn văn bản gần như đã được phục hồi và phiên dịch hoàn chỉnh. 

Dấu ấn hình trụ Neo-Assyrian từ thế kỷ 8 trước Công nguyên được xác định bởi một số nguồn là (có thể) mô tả về cảnh giết Tiamat trong Enûma Eliš.

Enûma Eliš dài khoảng một nghìn dòng và được ghi bằng tiếng Babylon cổ trên bảy phiến đất sét, mỗi phiến chứa từ 115 đến 170 dòng chữ hình nêm Sumer-Akkad. Phần lớn phiến V đã bị mất, nhưng ngoài lacuna (khoảng trống) này, văn bản gần như hoàn chỉnh.
Sử thi là một trong những nguồn quan trọng nhất để tìm hiểu thế giới quan Babylon. Nó mô tả sự sáng tạo ra thế giới, một trận chiến giữa các vị thần và sự xác lập uy quyền tối cao của Marduk, sau đó con người được tạo ra để phục vụ các vị thần Lưỡng Hà và kết thúc bằng một đoạn dài ca ngợi Marduk. Không rõ mục đích ban đầu của nó là gì, mặc dù có thể biết rằng một phiên bản đã được sử dụng cho một số lễ hội nhất định. Sử thi cũng có thế mang màu sắc chính trị, nhằm thể hiện tính chính danh hoặc tính ưu việt của Lưỡng Hà so với Assyria. Một số phiên bản sau này thay thế Marduk bằng vị thần chính của người Assyria là Ashur.
Enûma Eliš tồn tại trong các bản sao khác nhau từ Babylon và Assyria. Phiên bản từ Thư viện Ashurbanipal có từ thế kỷ thứ 7 trước Công nguyên. Việc biên soạn Enûma Eliš có lẽ được bắt đầu từ cuối thiên niên kỷ 2 trước Công nguyên, hoặc thậm chí sớm hơn, vào thời của Hammurabi trong Thời kỳ Babylon cổ đại (k. 1900 - k. 1600 TCN). Một số yếu tố của huyền thoại được chứng thực bằng các hình minh họa có niên đại ít nhất là vào thời kỳ Kassite (khoảng thế kỷ 18 đến 16 trước Công nguyên).

## Văn bản
Sử thi không có vần hay nhịp mà theo các câu đôi, thường được viết trên cùng một dòng, đôi khi tạo thành các quatrain (tổ hợp bốn câu thơ). Tiêu đề Enuma Elish được đặt theo incipit (từ mở đầu), có nghĩa là "Khi trên cao".
Bản tóm tắt mỗi phiến đất sét sau được dựa trên bản dịch trong Thần thoại và sử thi Akkad (E.A. Speiser), trong Các văn bản Cận Đông cổ đại liên quan đến Cựu Ước (Pritchard 1969)

### Phiến thứ nhất
Và bên dưới, mặt đất chưa được gọi tên,
Apsu, đấng sinh thành, hư vô nguyên thủy,
(Và) Mummu†-Tiamat, mẹ đẻ của vạn vật, Hai nguồn nước hòa trộn thành một dòng;
Chưa có mái lều tranh nào được đan, chưa có một đầm lầy nào xuất hiện,
Khi chưa từng có vị thần nào ra đời,
Chưa được gọi tên, định mệnh chưa được an bài-
Tám dòng đầu của Enuma Elis. Pritchard 1969, tr. 60–1
†Mummu có thể là một nhà tiên tri, khác với thần Mummu
 Câu chuyện bắt đầu từ trước sự ra đời của bất cứ thứ gì, khi chỉ tồn tại các thực thể nguyên thủy Apsu (nam thần của nước ngọt) và Tiamat (nữ thần của nước mặn), kết hợp với nhau. Khi đó không có thứ gì hay thần thánh nào khác tồn tại, cũng không có bất kỳ định mệnh nào được báo trước. Rồi từ sự kết hợp của Apsu và Tiamat, hai vị thần đã được tạo ra - Lahmu và Lahamu; sau đó Anshar và Kishar được tạo ra. Từ Anshar sinh ra thần Anu, và từ Anu, sinh ra Nudimmud (còn được gọi là Ea).
Sau đó, hoạt động của những vị thần mới khiến Tiamat cảm thấy khó chịu. Apsu và Mummu bàn bạc với Tiamat - ông đề nghị tiêu diệt hết các vị thần mới, nhưng Tiamat không muốn hủy hoại những tạo vật họ đã sinh ra. Mummu khuyên Apsu giết hết họ. Ông đồng ý và ôm lấy Mummu. Các vị thần mới nghe thấy điều này và lo sợ. Tuy nhiên, Ea đã tạo ra một câu thần chú khiến Apsu rơi vào giấc ngủ.
Mummu thử mọi cách nhưng vẫn không thể đánh thức Apsu dậy. Ea lấy vầng hào quang của Apsu khoác lên mình, xoay tròn Apsu và xích Mummu lại. Cơ thể Apsu trở thành nơi ở của Ea, cùng với vợ ông Damkina. Trong trái tim của Apsu, Ea và Damkina đã tạo ra Marduk. Thần tính của Marduk vượt xa Ea và các vị thần khác - Ea gọi ông là "Con trai của ta, Mặt trời!". Anu tạo ra bốn cơn gió.
Sau đó các vị thần khác nói với Tiamat - "chồng của Mẹ đã bị giết mà Mẹ lại không hề làm gì cả", và phàn nàn về cơn gió đã làm phiền họ. Tiamat quyết định tạo ra những 'Quái vật' để chiến đấu với các vị thần khác. Bà sinh ra mười một con quái vật lai được trang bị vũ khí, và cho con trai mình - Kingu thống lĩnh chúng, đồng thời cưới Kingu làm chồng. Kingu được trao cho 'Phiến đá Định mệnh', khiến mệnh lệnh của ông ta trở thành tối thượng.

### Phiến thứ hai
Ea nghe nói về kế hoạch trả thù cho Apsu của Tiamat. Ông nói chuyện với ông nội Anshar - rằng nhiều vị thần đã về phe Tiamat, bà ta đã tạo ra mười một quái vật để gây chiến, đưa Kingu trở thành thủ lĩnh và trao cho ông ta 'Phiến đá Định mệnh'. Anshar thấy rối trí. Cuối cùng, Anshar khuyên Anu hãy nói chuyện với Tiamat để trấn tĩnh bà. Tuy nhiên ông ta quá yếu ớt trước mặt Tiamat nên đã quay trở về. Anshar càng thêm lo lắng, nghĩ rằng không có vị thần nào dám đứng lên chống lại Tiamat.
Sau khi suy nghĩ, Anshar đề nghị Marduk ra trận. Marduk đến và hỏi liệu ông phải chiến đấu với vị thần nào, Anshar trả lời rằng đó không phải là một vị thần mà là nữ thần Tiamat. Marduk tự tin đảm bảo với các vị thần khác rằng ông sẽ đánh bại Tiamat trong một thời gian ngắn, nhưng với điều kiện ông phải được công nhận là vị thần tối cao, và có quyền lực vượt qua cả Anshar.

### Phiến thứ ba
Anshar nói chuyện với cố vấn Gaga, ông khuyên rằng hãy tìm đến Lahmu và Lahamu - bảo họ về kế hoạch của Tiamat, về mười một con quái vật mà bà ta đã tạo ra, và cứ thế, kể về ý chí chiến đấu của Marduk, và việc ông đòi làm chúa tể nếu thắng. Lahmu và Lahamu và các Igigi (các vị thần thiên giới) thấy mệt mỏi khi nghe chuyện này. Các vị thần sau đó uống rượu, và trong cơn buồn ngủ đã đồng ý điều kiện của Marduk.

### Phiến thứ tư
Marduk được trao cho ngai vàng, đứng trên tất cả vị thần khác - các vị thần khác tôn vinh ông, đồng ý công nhận ông là chúa tể.
Marduk được trao cho ngai vàng cùng với quyền trượng và áo bào. Ông được trao cho vũ khí để chiến đấu với Tiamat - cung, bao đựng tên, chùy và tia sét, cùng với bốn cơn gió - cơ thể ông rực cháy.
Marduk dùng bốn cơn gió để tạo ra một cái bẫy nhốt Tiamat - ông buộc thêm một cơn lốc, lốc xoáy và Imhullu ("Gió quỷ") - tất cả bảy cơn gió xâu xé Tiamat. Trong cỗ chiến xa kéo bởi bốn loài vật, ông tiến lên. Ông thách thức Tiamat, buộc tội bà là nguồn cơn của hỗn loạn, là kẻ tội lỗi đã lấy con của mình Kingu làm chồng. Tiamat trở nên giận dữ và cuộc chiến tay đôi bắt đầu.
Marduk sử dụng một cái lưới, món quà từ Anu, để nhốt Tiamat; Tiamat cố nuốt chửng Marduk nhưng không được vì 'Gió quỷ' thổi vào miệng bà. Cơ thể bà ta rời ra vì những cơn gió xoáy bên trong - Marduk bắn một mũi tên xuyên tim giết chết bà. Các vị thần khác cố gắng chạy trốn nhưng không thành, Marduk bắt hết họ lại, phá nát vũ khí của họ và giam họ trong lưới. Mười một con quái vật của Tiamat cũng bị bắt và bị xích lại; còn Kingu được đưa đến chỗ Uggae (Tử thần) - 'Phiến đá Định mệnh' bị lấy đi. Marduk sau đó đập nát đầu Tiamat bằng chùy, Gió Bắc đem máu của bà bay đi.
Marduk sau đó chia đôi thi thể của Tiamat thành hai phần - từ một nửa ông tạo ra bầu trời - và cho Anu, Enlil và Ea ở đó.

### Phiến thứ năm
Marduk vẽ hình ảnh các vị thần lên bầu trời, tạo ra các chòm sao, và quy định những ngày trong năm theo đó. Ông tạo ra đêm và ngày, và cả mặt trăng. Ông tạo ra những đám mây, khiến chúng làm mưa và nước của chúng tạo thành hai dòng sông Tigris và Euphrates. Ông trao 'Phiến đá Định mệnh' cho Anu.
Tượng của mười một con quái vật của Tiamat được dựng lên và đặt tại cổng Apsu.

### Phiến thứ sáu
Marduk sau đó nói chuyện với Ea - nói rằng ông sẽ sử dụng máu của mình để tạo ra con người - để phục vụ các vị thần. Ea khuyên chọn một trong những vị thần làm vật hiến tế - Igigi khuyên nên chọn Kingu - máu của ông ta sau đó được dùng để tạo ra con người. 
(Marduk ra lệnh cho các vị thần khác hay Anunnaki)
Bản dịch, Phiến VI. Dòng 57–. Pritchard 1969, tr. 68
 Marduk sau đó phân chia các vị thần thành "bên trên" và "bên dưới" - ba trăm trên trời và sáu trăm dưới đất. Các vị thần sau đó thỉnh cầu xây một ngai vàng hoặc đền thờ cho ông - Marduk bảo họ xây dựng Babylon. Các vị thần dành một năm để đúc gạch - họ xây Esagila (Đền thờ Marduk) lên cao đến nỗi Marduk, Ea và Enlil có thể ở đó.
Một bữa tiệc sau đó được tổ chức, với ghế ngồi cho năm mươi vị thần vĩ đại. Anu ca ngợi cây cung của Enlil, sau đó Marduk được ca tụng.
Chín cái tên hoặc danh hiệu đầu tiên của Marduk được đưa ra.

### Phiến thứ bảy
Năm mươi cái tên hoặc danh hiệu còn lại của Marduk được đưa ra.